# Schlachten an der Aa
1914

Ostpreußische Operation (Stallupönen, Gumbinnen, Tannenberg, Masurische Seen) – Galizien (Kraśnik, Komarów, Gnila Lipa, Lemberg,
Rawa Ruska) – Przemyśl – Weichsel – Krakau – Łódź – Limanowa–Lapanow – Karpaten
1915

Humin – Masuren – Zwinin – Przasnysz – Gorlice-Tarnów – Bug-Offensive – Narew-Offensive – Großer Rückzug – Nowogeorgiewsk – Rowno – Swenziany-Offensive
1916

Naratsch-See – Brussilow-Offensive – Baranowitschi-Offensive
1917

Aa – Kerenski-Offensive (Zborów) – Tarnopol-Offensive – Riga – Unternehmen Albion
1918

Operation Faustschlag – Krim
Die Schlachten an der Aa (russ. Митавская операция -Mitauer Operation, lett. Ziemassvētku kaujas -Weihnachtsschlachten) waren militärische Auseinandersetzungen, die während des Ersten Weltkrieges vom 5. bis 11. Januar 1917 (nach dem julianischen Kalender 23. bis 29. Dezember 1916) zwischen dem Deutschen Reich und Russland stattfanden. Die während der russischen Weihnachtsfeier stattfindende Offensive wurde durch die russische Armee im Gebiet nördlich von Mitau (heute Jelgava, Lettland) durch die 12. Armee unter General Radko Dimitriew (mit ca. 40.000 Mann) durchgeführt. Sibirische Schützenkorps bildeten die wesentliche Kraft der 12. Armee. Den Russen stand die deutsche 8. Armee (mit ca. 25.000 Mann) unter dem Kommando von General der Artillerie Friedrich von Scholtz gegenüber. Die Schlacht fand im Gebiet der Tirul-Sümpfe (lett. Tīreļpurvi) südlich des Babīte-Sees statt. Sie brachte für keine der Konfliktparteien einen nennenswerten Erfolg.

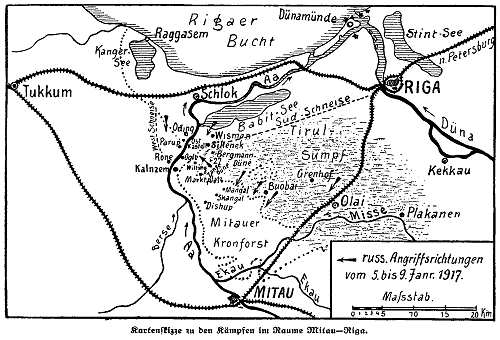
Skizze zum Schauplatz der Weihnachtskämpfe an der Aa

## Hintergrund

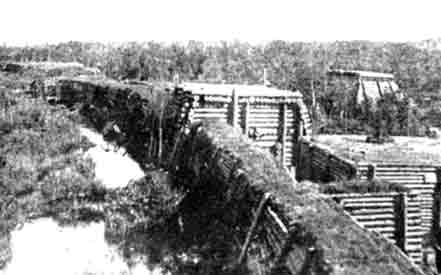
Deutsche Befestigungen in den Tirul-Sümpfen

Dicht vor Riga war der deutsche Vorstoß im Oktober 1915 an der Kurländischen Aa zum Halten gekommen. Die deutschen Truppen hatten unmittelbar darauf begonnen, einen 30 Kilometer langen Befestigungswall zu errichten, der beide Armeen voneinander trennte.
Nach dem gescheiterten Feldzug 1916 in Rumänien (Schlacht am Argesch) erhielt der Kommandeur der russischen 12. Armee den Befehl, an der Front in Riga zu operieren. Eines der Ziele war, neben der Eroberung Mitaus, die Westfront zu entlasten und deutsche Kräfte zu binden. Durch einen Temperatursturz war es jetzt möglich, die zugefrorenen Hochmoore zu überqueren.

## Schlacht

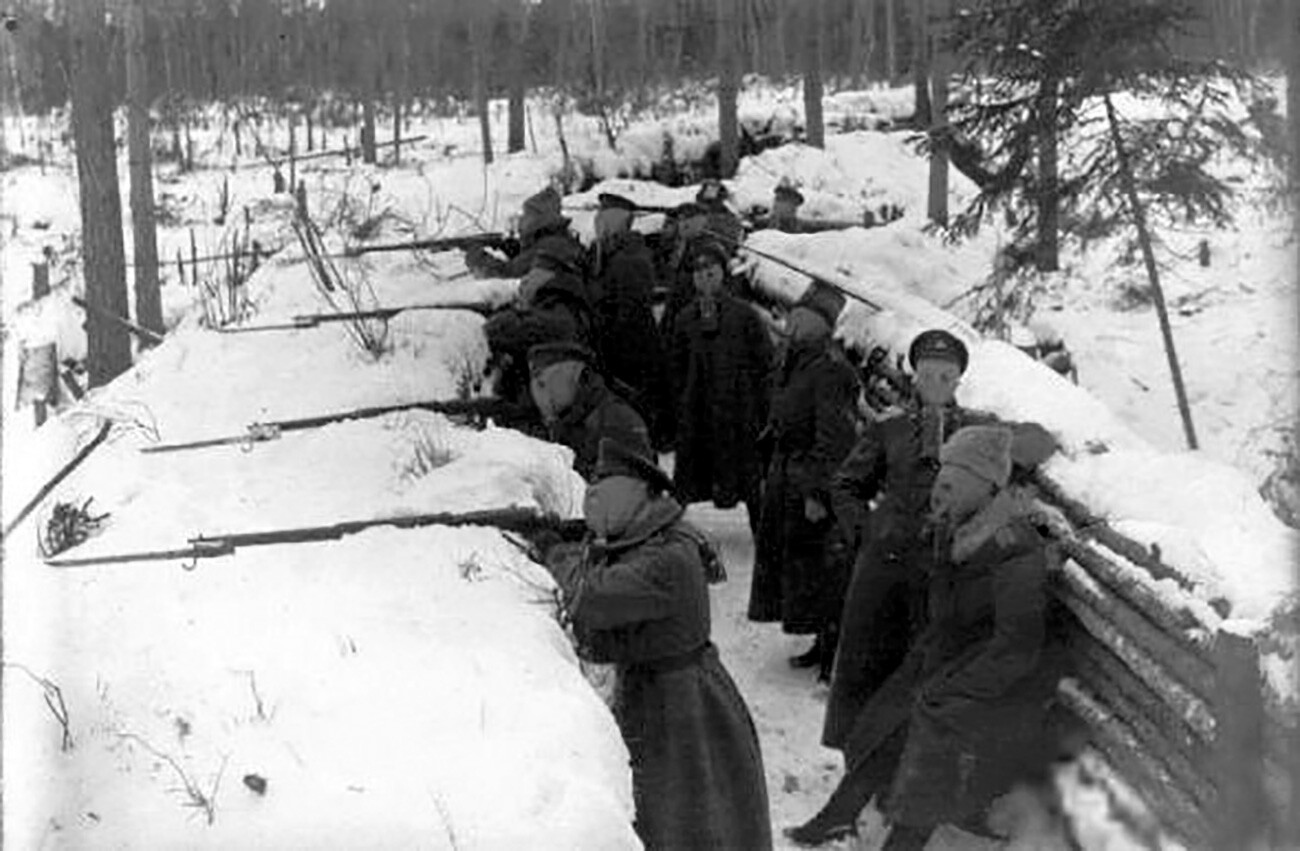
Lettische Schützen mit Gasmasken in einer Stellung während der Schlacht

Die Russen teilten ihre Angriffstruppen am 5. Januar 1917 (23. Dezember 1916) in drei Gruppen auf, bevor sie angriffen. Die wesentliche Welle erfolgte durch 48 Bataillone und 208 Kanonen. Der Angriff überraschte die Deutschen, im Bereich des angegriffenen deutschen Generalkommando 60 (Generalleutnant von Pappritz) lagen nur 19 Bataillone der 6. Landwehr-Brigade gegenüber. Lettische Schützen, auf Seiten der Russen kämpfend, konnten die ersten deutschen Linien schnell durchbrechen. Die Russen hatten keine Unterstützung durch Artillerie angewendet, so dass die Deutschen nicht gewarnt worden waren. Nachdem auch die zweite deutsche Linie überwunden war, hatte der russische Kommandeur keine Kräfte, um den Nachschub zu sichern, da das 17. Sibirische Regiment meuterte. Dieser Meuterei schlossen sich auch mehrere weitere Einheiten des II. und VI. Sibirischen Armeekorps an. Während die russische Offensive stockte, konnten die Deutschen Verstärkung aus Mitau anfordern. Die deutsche Gegenoffensive, die bei −35 °C ausgeführt wurde, konnte von den lettischen Schützen 48 Stunden aufgehalten werden.
Am 7. Januar versuchten die Russen, befestigte Sanddünen in den Tirul-Sümpfen zu nehmen. Dem 3. und 7. lettischen Schützenregiment zusammen mit dem 53. Sibirischen Regiment gelang es, die Deutschen einzukreisen. Der II. lettischen Schützenbrigade gelang es schließlich, die deutschen Befestigungen zu erobern. Der russischen Armee war es somit gelungen, eine wichtige Festung zu erobern und eine sieben Kilometer lange Lücke in die deutsche Befestigung zu reißen. Der russische Kommandeur, der nicht mit dem Sieg gerechnet hatte, nutzte die Gelegenheit nicht, durch diese Lücke durchzustoßen.
Die Deutschen schlugen Ende Januar 1917 mit frischen Truppen aus Mitau zurück. Die 8. Armee, unterstützt durch schweres Artilleriefeuer, griff auf breiter Front an. Zu den Kräften gehörten die 1. Reserve-Division und die 2. Infanterie-Division. Die Russen konnten diesem Angriff nur drei Tage standhalten, und die Letten erlitten erhebliche Verluste, als sie auf offenem Feld in deutsches Maschinengewehrfeuer gerieten. Die Deutschen eroberten 80 % ihrer Positionen zurück. 
Ein Temperatursturz auf −38 °C verhinderte die weitere Kriegsführung auf beiden Seiten.

## Folgen
Die russischen Verluste betrugen ca. 13.000 Mann (davon 8.000 Lettische Schützen). Über die deutschen Verluste ist nichts bekannt.
Die von der russischen Regierung ausgegebene Losung, Kurland zurückzuerobern, war an der Realität gescheitert. Die lettischen Soldaten hatten zwar einen guten Ruf verteidigt, jedoch hohe Verluste erlitten. Die allgemeine Unzufriedenheit mit der Armeeführung und dem Zarenregime stieg, was als wesentlicher Faktor für die politische Radikalisierung der Letten und deren spätere Unterstützung der Bolschewiki betrachtet wird. Die sibirischen Meuterer wurden entweder hingerichtet oder verbannt.
Heute existiert im Tirulmoor eine Außenstelle des Lettischen Kriegsmuseums, das diese Schlachten zum Thema hat. Alte und restaurierte Bunker und Festungsanlagen sind dort zu besichtigen.

## Film
- Blizzard of Souls – Zwischen den Fronten (2019)

Der Spielfilm des lettischen Regisseurs Dzintars Dreibergs stellt den Sturmangriff lettischer Schützenregimenter auf die in Pallisadenbauweise errichteten deutschen Stellungen (Schützengräben wie sonst im Stellungskrieg üblich gab es an der Aa nicht, weil ihr Bau wegen der Kälte nicht möglich war) nach dem Urteil von Alexander Watson für einen modernen Kriegsfilm ungewöhnlich realitätsnah und detailgetreu nach.